# 新斯塔夫齊 (捷奧菲波利區)
49°51′53″N 26°23′35″E / 49.86472°N 26.39306°E
新斯塔夫齊（烏克蘭語：Новоставці）是位於烏克蘭西部的村莊，由赫梅利尼茨基州裡赫梅利尼茨基區的泰奧菲波爾市鎮負責管轄。該村處於波爾特瓦河畔，始建於1420年，面積2平方公里，海拔高度253米，2001年人口1,012。